# Базові поняття фізики

## А
- Абсолютно тверде тіло
- Абсолютно пружне тіло
- Абсолютний простір
- Агрегатний стан
- Амплітуда
- Атом
- Атомне ядро

## Б
- Броунівський рух
- Баріон

## В
- Вакуум
- Вага
- Віддзеркалення (фізика)
- Вигадка
- Вироджений напівпровідник
- В'язкість

## Г
- Газ
- Гармонійний осцилятор
- Густина
- Гравітація

## Д
- Деформівне тіло
- Диполь
- Дисперсія світла
- Дифракція
- Діелектрик
- Довжина

## Е
- Принцип найменшої дії
- Електрична напруга
- Електромагнітне випромінювання
- Елементарна частинка
- Елементарна комірка
- Енергія
- Ентропія

## З
- Закони збереження
- Закон інерції
- Закон Ома
- Заряджена частинка

## І
- Ідеальна рідина
- Ідеальна нестискувана рідина
- Ізотропність простору
- Імпульс
- Інваріантна похідна за часом
- Інертна маса
- Інерціальна система відліку
- Інтерференція (фізика)
- Інтерференція світла
- Іон

## К
- Колір
- Кварк-глюонна плазма
- Кінетична енергія
- Кипіння
- Колоїдні системи
- Комфортабельність
- Конденсат Бозе — Ейнштейна
- Коефіцієнт корисної дії
- Коефіцієнт теплового розширення
- Критична точка (термодинаміка)
- Критичний тиск
- Кулона закон

## М
- Маса
- Математичний маятник
- Матеріальна точка
- Матерія (фізика)
- Механізм
- Механічна робота
- Механічний рух
- Момент часу
- Момент імпульсу
- Момент сили

## Н
- Набухання
- Надзвукова швидкість
- Надтверде тіло
- Надплинність
- Намагніченість
- Напівпровідник
- Нормальні умови
- Нуклон

## О
- Однорідність простору
- Однорідність часу

## П
- Парціальний тиск
- Період коливань
- Період напіврозпаду
- Плавлення
- Плазма
- Потужність
- Потенціальне векторне поле
- Потік векторного поля
- Потрійна точка
- Приведена довжина
- Принцип відносності
- Принцип суперпозиції
- Принцип найменшої дії
- Прискорення
- Провідник
- Простір
- Простір-час

## Р
- Рідина

## С
- Світло
- Вільне падіння
- Силове поле
- Система відліку
- Скалярна величина
- Спектр
- Спін
- Суцільне середовище
- Статика
- Струна (фізика)
- Ступені вільності
- Сублімація

## Т
- Тверде тіло
- Тиск
- Фізичне тіло
- Температура
- Температура кипіння
- Температура плавлення
- Тензор енергії-імпульсу
- Тепловий рух
- Теплове розширення
- Теплопровідність
- Теплоємність
- Термодинамічна фаза
- Точковий електричний заряд

## У
- Кутова частота
- Питома теплота плавлення
- Питома теплоємність
- Питома вага
- Питомий об'єм
- Рівняння стану

## Ф
- Фазовий перехід
- Фізичний маятник
- Фізичний простір
- Фотон

## Х
- Хвиля

## Ц
- Центр інерції
- Центр мас

## Ч
- Час
- Частинка
- Частота
- Число Маха
- Число Рейнольдса

## Ш
- Швидкість
- Швидкість світла

## Щ
- Щільність